# Niquelândia
Niquelândia – miasto i gmina w Brazylii leżące w stanie Goiás. Gmina zajmuje powierzchnię 9843,25 km². Według danych szacunkowych w 2016 roku miasto liczyło 45 582 mieszkańców. Położone jest około 300 km na północ od stolicy stanu, miasta Goiânia, oraz około 200 km na północ od Brasílii, stolicy kraju. 
Niquelândia jest jednym z najstarszych miast w stanie Goiás. Powstało wkrótce po przybyciu portugalskich pionierów z wiadomością o odkryciu złota. Miejscowość została założona w 1735 roku przez Manuela Rodriguesa Tomara i Antonio de Souza Bastosa, którzy nadali mu nazwę  São José do Tocantins. W 1833 roku została podniesiona do rangi miasta. W 1938 roku niemiecka kampania wydobywcza Freimund Bröckers odkryła w okolicy drugie pod względem wielkości złoża niklu na świecie. Odkrycie to przyciągnęło badaczy z całej Brazylii, co przyczyniło się do szybkiego rozwoju miasta, zarówno pod względem populacji jak i bogactwa. 31 grudnia 1943 roku zmieniono nazwę miasta na Niquelândia, nawiązując do złóż metalu odkrytego w okolicy. 
W 2014 roku wśród mieszkańców gminy PKB per capita wynosił 22 843,41 reais brazylijskich.